# Sympetrum meridionale
Sympetrum meridionale är en trollsländeart som först beskrevs av Selys 1841.  Sympetrum meridionale ingår i släktet ängstrollsländor, och familjen segeltrollsländor. Inga underarter finns listade i Catalogue of Life.

## Bildgalleri

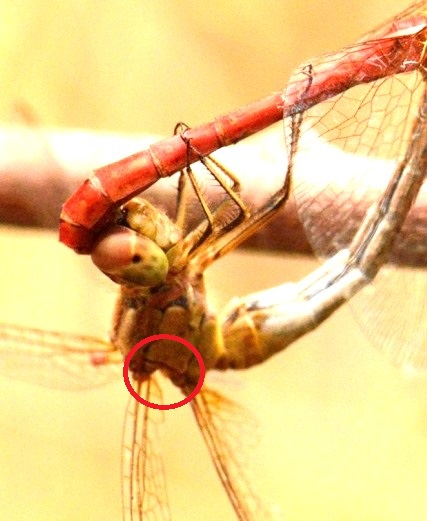
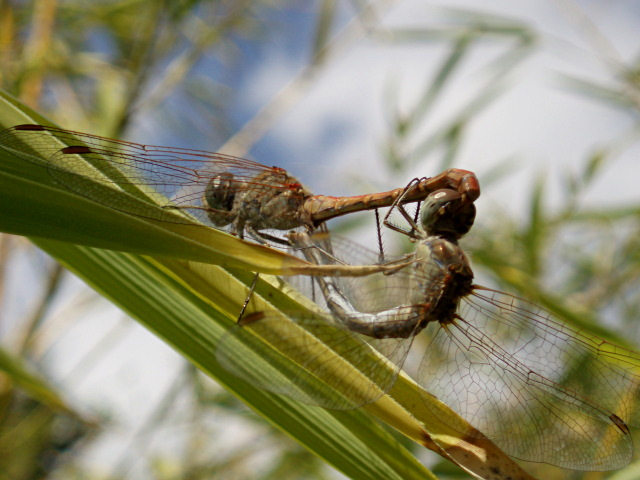
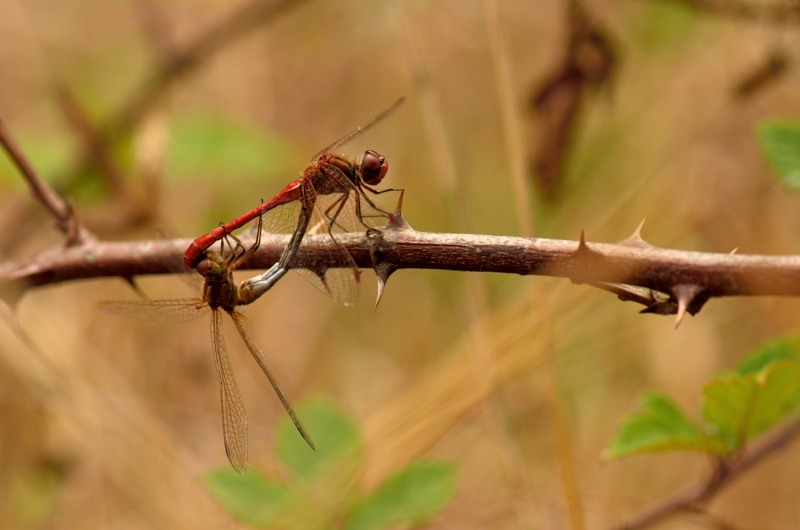
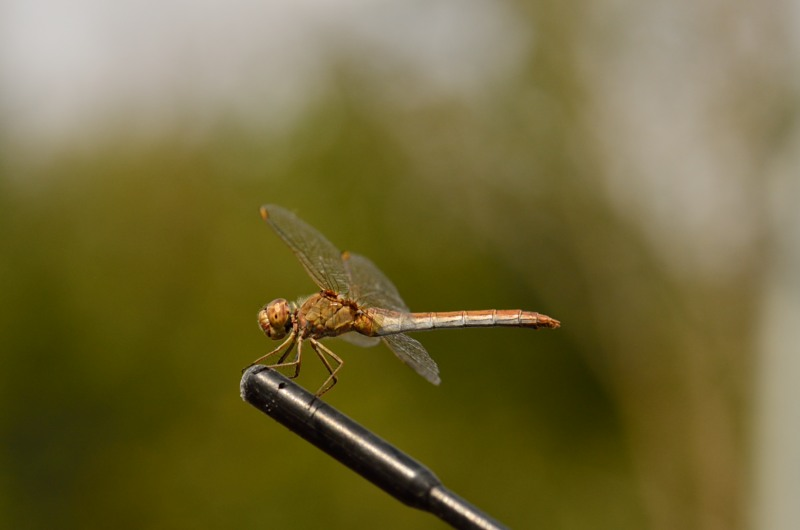
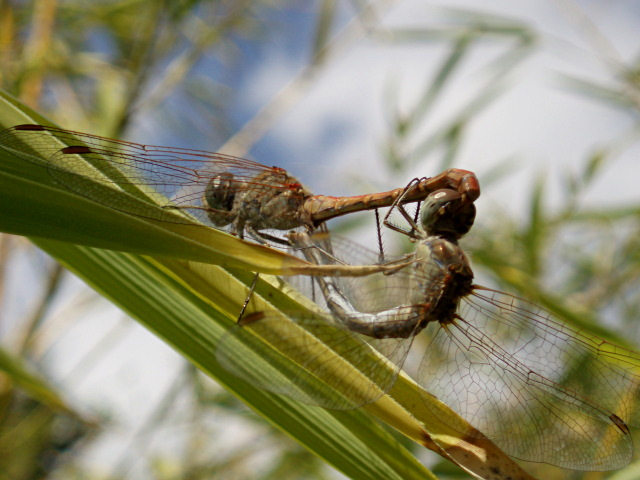
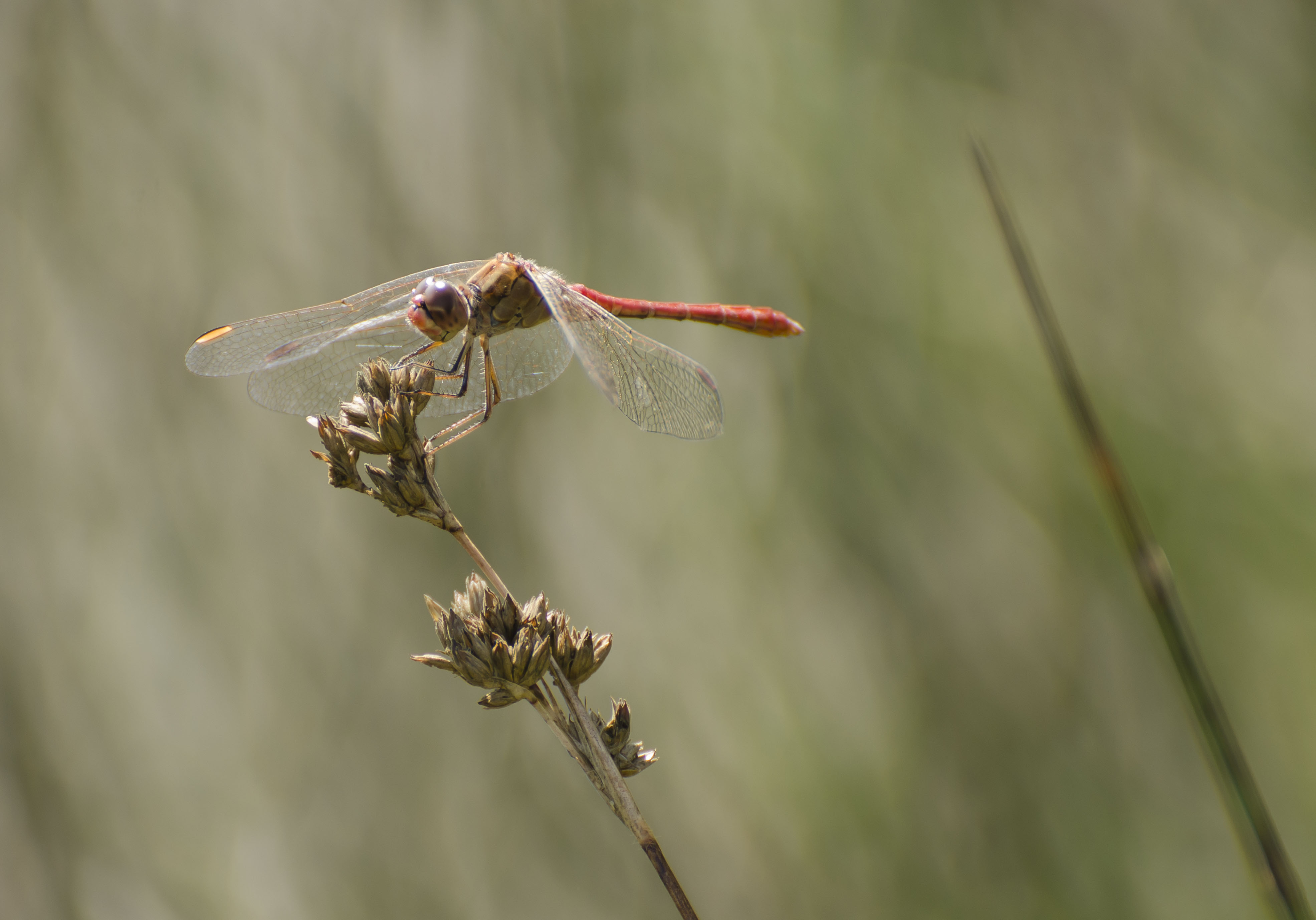